# Desparasitación masiva

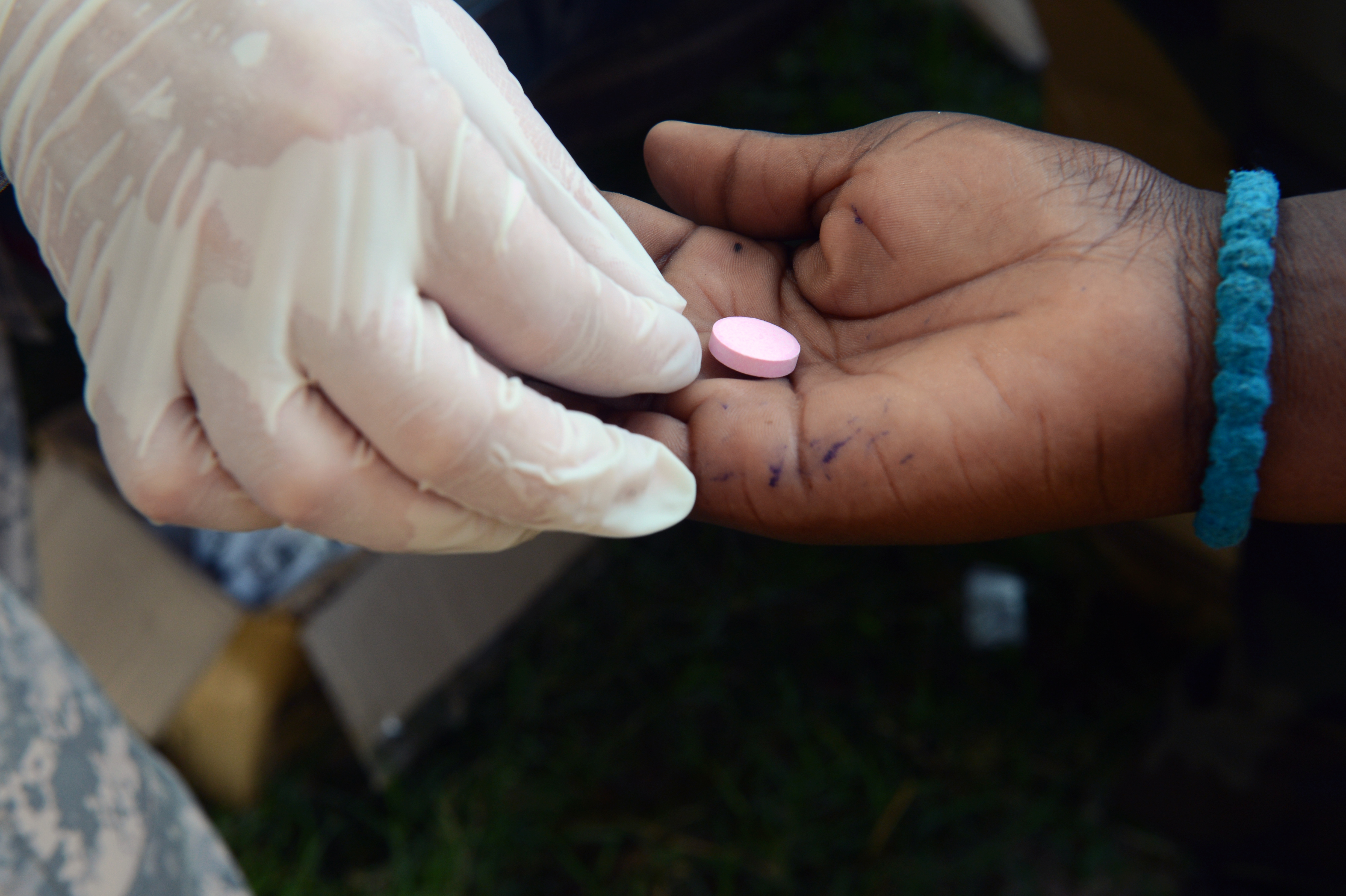
Enfermera dando una pastilla antiparasitaria a un niño en Kakute, Uganda.

La desparasitación masiva, también llamada quimioterapia preventiva, es el proceso de tratar a un gran número de personas, sobre todo niños, contra la helmintiasis (por ejemplo, helmintos transmitidos por el suelo) y la esquistosomiasis en zonas con una alta prevalencia de estas afecciones. Implica tratar a todo el mundo -a menudo a todos los niños que asisten a las escuelas, utilizando la infraestructura existente para ahorrar dinero- en lugar de realizar primero las pruebas y luego tratar sólo de forma selectiva. No se ha informado de efectos secundarios graves cuando se administra la medicación a quienes no tienen gusanos parasitarios, y las pruebas para detectar la infección son mucho más caras que el tratamiento. Así que, por la misma cantidad de dinero, la desparasitación masiva puede tratar a más personas de forma más rentable que la desparasitación selectiva. La desparasitación masiva es un ejemplo de administración masiva de medicamentos.
La desparasitación masiva de los niños puede llevarse a cabo mediante la administración de mebendazol y albendazol, que son dos tipos de fármacos antihelmínticos. El coste de suministrar un comprimido cada seis o doce meses por niño (dosis típicas) es relativamente bajo.
Más de 870 millones de niños corren el riesgo de sufrir una infección parasitaria. Las infecciones parasitarias interfieren en la asimilación de nutrientes, pueden provocar anemia, desnutrición y alterar el desarrollo mental y físico, y suponen una grave amenaza para la salud, la educación y la productividad de los niños. Los niños infectados suelen estar demasiado enfermos o cansados para concentrarse en la escuela, o para asistir a ella. En 2001, la Asamblea Mundial de la Salud fijó el objetivo de que la Organización Mundial de la Salud (OMS) tratara al 75% de los niños en edad escolar para 2010. Ha habido desacuerdos sobre las pruebas relativas al alcance de los beneficios a largo plazo para los niños que han formado parte de los programas de desparasitación masiva. Una revisión bibliográfica sistemática de 65 estudios concluyó que la desparasitación masiva de helmintos transmitidos por el suelo tiene un efecto escaso o nulo en el peso, la altura, la asistencia a la escuela, la cognición medida por la atención a corto plazo o la mortalidad de los niños. Los defensores de la desparasitación masiva argumentan que la metodología de los estudios que descartan el valor de la desparasitación masiva está sesgada, el tamaño de las muestras ha sido pequeño y muchos estudios no evaluaron impactos más sutiles a largo plazo. En consecuencia, sostienen que dichos estudios no deberían utilizarse por sí solos para decidir la política de desparasitación masiva.
Algunas organizaciones no gubernamentales apoyan específicamente la desparasitación masiva. La Iniciativa Deworm the World (un proyecto de la organización no gubernamental Evidence Action), el Fondo END (fundado por la Fundación Legatum en 2012), la Iniciativa de Control de la Esquistosomiasis y Sightsavers son algunas de las organizaciones benéficas mejor valoradas por el evaluador internacional GiveWell debido al bajo coste de la desparasitación de los niños, la implementación a gran escala y los beneficios más amplios para la sociedad.